# Henri Michel (Historiker)

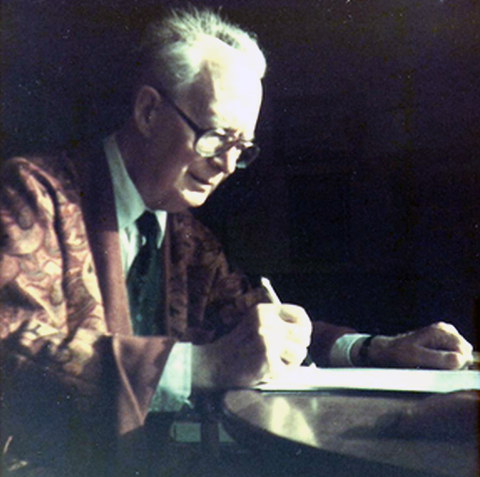
Henri Michel

Henri Michel (* 28. April 1907 in Vidauban, Frankreich; † 5. Juni 1986 in Paris) war ein französischer Historiker des 20. Jahrhunderts. Er befasste sich vorwiegend mit der Geschichte des Zweiten Weltkrieges.
Michel war der Gründer und Generalsekretär des Comité d’histoire de la Deuxième Guerre Mondiale (Komitee für die Geschichte des Zweiten Weltkriegs) und ab 1950 Chefredakteur der ebenfalls von ihm gegründeten Revue d’histoire de la Deuxième Guerre Mondiale. 1967 gründete er das Comité international d’histoire de la Deuxième Guerre Mondiale (Internationales Komitee für die Geschichte des Zweiten Weltkriegs), das Historiker aus 37 Ländern vereint. Ab 1970 war er lange Jahre Präsident des Komitees. Im Rahmen dieser Tätigkeit entwickelte er den interdisziplinären Forschungsansatz der histoire immédiate, der unmittelbaren Geschichte.

## Werke
- Tragédie de la déportation, 1954.
- Erste Internationale Konferenz über die Geschichte der europäischen Widerstandsbewegung : Hauptbericht, 1958.
- Histoire de la Résistance : (1940–1944), 1958.
- Les Mouvements clandestins en Europe (1938–1945), 1961.
- Les Courants de pensée de la Résistance, 1962.
- Histoire de la France libre, 1963.
- Jean Moulin l’unificateur, 1964.
- Combat : histoire d’un mouvement de Resistance de juillet 1940 a juillet 1943, 1967.
- Vichy : Année 1940, 1967.
- La Guerre de l’ombre ; La Résistance en Europe, 1970.
- La Drôle de guerre, 1971.
- La Seconde Guerre Mondiale, 1972 (Der Zweite Weltkrieg, 1988).
- Pétain, Laval, Darlan, trois politiques ?, 1972.
- Les Fascismes, 1977.
- Pétain et le régime de Vichy, 1978.
- Le Procès de Riom, 1979.
- La Défaite de la France (septembre 1939-juin 1940), 1980.
- La Libération de Paris, 1980.
- Histoire de la France libre, 1980.
- Paris allemand, 1981.
- Et Varsovie fut détruite, 1984.
- Oranienburg-Sachsenhausen, 1985.

| Personendaten    | Personendaten            |
| ---------------- | ------------------------ |
| NAME             | Michel, Henri            |
| KURZBESCHREIBUNG | französischer Historiker |
| GEBURTSDATUM     | 28. April 1907           |
| GEBURTSORT       | Vidauban, Frankreich     |
| STERBEDATUM      | 5. Juni 1986             |
| STERBEORT        | Paris                    |